# Богородичина капела Сакр кер у Монтреалу
Богородичина капела Сакр кер у Монтреалу или Богородичина капела Светог срца или капела Госпе од Сакр кера (фр. La chapelle Notre-Dame du Sacré-Cœur) један је од два касније дограђени објекат (1889) у саставу велелепне Богородичине цркве у Монтреалу у покрајини Квебек, Канада.

## Статус
Од стране федералне владе; Зграда Богородичини капела Сакр кер у Монтреалу, изграђена у стилу неоготике, заштићена је у складу са Законом о културном наслеђу, и од 19. октобра 2012. године, је са следећим статусом:
- Национална и историјска знаменитост Канаде, и изузетна историјска и културна вредност Старог Монтреала, која је заједно са Базиликом уведена у регистар културних добара 25. августа 2009. године.
- Културна и историјска баштина Монтреала (Старог Монтреал), раније историјског округа (од 8. јануара 1964), у надлежности покрајине Квебек и општине Монтреал.[2]

## Историјат
Због изградње (доградње на постојећу цркву) капеле Сакр кер, која по првобитном пројекту није била планирана, грађевински радови на (новој) Богородичиној црви у Монтреалу настављени су и после њеног завршетка 1879. године. Трајали су наредних десет година, и окончани су у лето 1889. године. Капела је свечано отворена за вернике и освећена 8. децембра 1891. године. 
Капела је изграђена и фрескодекорисана у стилу неоготике са бројним скулпторалним мотивима.
Капела је знатно оштећена 7. децембра 1978. у намерно подметнутом пожару. Након несрећног догађаја, унутрашњост капеле је рестаурирана, али са значајним променама у ентеријеру и фрескодекорацији.

## Положај
Богородичина капела Сакр кер у Монтреалу налази се у централном делу старог градског језгра Монтреала у општини Вил Мари, у улици Saint-Sulpice на броју 424-426 у делу улице која једним делом чини западну границу трга Place d'Armes.
Заједно са катедралом капела пружа упечатљиву слику о вишевековном историјском периоду развоја овог древног града. На овом, релативно малом простору око трга Place d'Armes, а наспрам цркве и њене капеле, заступљени су сви периоди из прошлости Монтреала, почев од споменика оснивачима града преко седишта најстарије банке у Канади, до првих солитера у граду и знатно касније генерације нових савремених небодера.

## Архитектура
Капела се у архитектонском смислу надовезује као једноставни додатак на задњу страну Богородичине цркве-базилике, и исте је ширине, али мањих укупних габарита од ње. Изграђена је од сивог монтреалског камена (кречњака), као и Базилика. Фасада је строго симетрична са једноставним прозорским отворима правоугаоног облика, са луковима изнад два улаза којим је капела повезана са Богородичином црквом. 
Зграда и њена улазна врата по спољњем изгледу више указују на неки пословни или услужни простор, него на богомољу. У најбољем случају опажамо да су неки кровни елементи и лукови ти који сугеришу на на неко сакрално место. 
Зграда има неколико делова. У центру је капела Богородице Сакр кер. Са обе стране и испод су сакристија цркве, пословни простор и просторије за различите функције. Архитектонска конфигурација омогућава приступ капели из улице Saint-Sulpice али уобичајени приступ је кроз задњи зид Богородичине цркве. 
Унутрашњост капеле саграђена у облику слова „Т”, са наосаом и трансептом, који се такође могу посматрати и као латински крст, у коме је плитки горњи део скоро у потпуности окупиран од стране олтара. Литургијски хор протеже се на делу прелаза наоса и трансепта. Наос има једнобродни облик.
Различити архитектонски језици; оригиналне капеле и обновљене капеле у међусобном су „дијалогу” у коме су сви архитектонски елементи добро усаглашени. 
Први обновљени нивои вратили су беж и браон тонове, позлату и плаво обојено оригинално дрво. Аутори оригиналне декорације капеле користили су многе изворе за инспирацију, који су се разликовали од једног до другог детаља који су из различитих европских извора. Тако да је капела попримила француске елементе готике, британски утицај, посебно онај у древним плафонима са изложеним структурама, неке шпанске, па чак и готске елементе и еклектичан спој романике, византије, персије и арапске културе. Све у свему, капела у неоготском и еклектичаном облику ипак одражава Викторијански стил с краја деветнаестог века.

## Реконструкција капеле након пожара
Након несрећног догађаја, црквени Савет је, на предлог архитеката, одлучио да на капели обнови прва два нивоа. Посао су извели столари, вајари и друге занатлија оспособљене за рад у складу са старим обичајима.
Сви дрвени радови изведени су у липовом дрвету, а део олтара, у савремено дизајнираним црквеним представама у бронзи. Обновљена капела свечано је отворена за вернике и туристе 1982. године.
После реконструкције, кров капеле добио је модеран изглед и архитектонско решење које је омогућио пролаз природног светла у њену унутрашњост. Наиме светлост продире кроз прозорске оквире између оба плафонска лука, и међупростор између традиционалног готског декора и реконституисаних и модерних површина. 
Плафон капеле конструисан од тространих челичних решетки обложених дрветом, капели даје модеран и врло једноставан изглед. Он се „дискретно” се лучно ослањање на носећи део наоса, и стубове из 19. века, и чини импресиван спој старог и новог.  
Бронзана, монументална, олтарна представа, која се састоји од преко тридесет бронзаних плоча, рад је вајара Чарлса Доделајна и централни је део новопројектованог ентеријера, осветљеног светлом које пуним интензитетом продире кроз отвор између крова и дрветом обложених површина. Бронзана скулптурална представа на симболичан начин представља кретање човечанства преко тешких стаза живота (три лука) ка светом Тројству; Христу, Светом Духу (голуб) и Богу Оцу, у Небесима (сунце). 
Модерни стил олтарне представе и њени лукови у двоструком су контрасту у односу на старе готичке елементе, нпр. крст и неке скулптуре којеи су једини древни декоративни елементи у капеле који су преживели ватру. На крају, задржани су многи латинске натписи у готском стилу попут речис средњовековне молитве Salve Regina – Salut - наведене су по ободу лукова и красе капелу. 
Упркос бројним дорадама начињеним у 20. веку Базилика и капела остале су у основи дело романтичара из 19. века.

## Намена
Богородичина капела Светог срца или капела Госпе од Сакр кера (фр. La chapelle Notre-Dame du Sacré-Cœur) првобитно је била намењена за састанаке конгрегације и пријем мањег броја верника током одређених верских церемонија, као што су склапања брака и сахране.
Иако је католочка парохија знатно смањена, а црква више нема статус епархијске катедрале, она је постала место одржавања значајних догођаја, окупљања и комеморација у Монтреалу. У њој се и даље обављају сахране и венчања важних личности. Њене мале оргуље и одлична акустика простора омогућава одржавање камерних концерата, који уместо славне архитектуре и блиставе уметничке лепоте, фаворизују најупечатљивије музичке перформансе, захваљујући изузетној акустици простора. У њој оркестри, хорови и органисти мајсторски изводе изабрана музичка ремек дела. Простор капела може да прими до 200 посетилаца. 
Капела поседује и лако приступачну за особе са смањеном покретљивошћу, парохијску салу која може да прими до 150 гостију. Ова сала је веома свестрана и користи се за изборе као канцеларија за гласање, сахране, мање пријеме, одржавање наставе из веронауке, итд. 
На крају, иако капела као и катедрала на прелазу у 21. век, све више постаје центар културног туризма, њен главни разлог постојања и даље је религиозна мисија.